# Kiaeria falcata
Kiaeria falcata là một loài Rêu trong họ Dicranaceae. Loài này được (Hedw.) I. Hagen mô tả khoa học đầu tiên năm 1915.